# Pomnik upamiętniający bohaterów bitwy o Monte Cassino w Krakowie
Pomnik upamiętniający bohaterów bitwy o Monte Cassino – pomnik znajdujący się w Krakowie, w Dzielnicy XVI Bieńczyce, na os. Niepodległości na skwerze II Korpusu Sił Zbrojnych na Zachodzie obok Ronda Kocmyrzowskiego im. ks. Józefa Gorzelanego.
Pomnikiem, w formie kamienia pamiątkowego z tablicą uczczono pamięć żołnierzy II Korpusu Polskiego, zwycięzców bitwy o Monte Cassino, oraz ich dowódcy gen. Władysława Andersa. Pomnik został odsłonięty w maju 2004 roku, w 60. rocznicę bitwy.
Znajdująca się na tablicy inskrypcja brzmi:

W HOŁDZIE

ŻOŁNIERZOM

DRUGIEGO KORPUSU

POLSKIEGO

POD DOWÓDZTWEM

GENERAŁA

WŁADYSŁAWA

ANDERSA

ZWYCIĘZCOM

NA MONTE CASSINO

18 MAJA 1944 ROKU

W 60. ROCZNICĘ BITWY

KRAKOWIANIE

DAR MIESZKAŃCÓW DZIELNICY XVI
MIASTA KRAKOWA